# 普羅維登斯 (伊利諾伊州)
普羅維登斯（英語：Providence）是位於美國伊利諾伊州比羅縣的一個非建制地區。該地的面積和人口皆未知。

## 地理
普羅維登斯的座標為41°16′41″N 89°35′33″W / 41.27806°N 89.59250°W，而該地的平均海拔高度為282米（即925英尺）。